# Ultima IV: Quest of the Avatar
Az Ultima IV: Quest of the Avatar egy 1985-ben megjelent számítógépes szerepjáték, az Ultima sorozat negyedik része, az "Age of Enlightenment" trilógia első epizódja. Fontos mérföldkő volt a játéksorozat történetében, mert az addigi hack and slash, labirintusfelfedező játékmenetet felváltotta egy történetközpontú, amely etikai szempontú döntések mentén épül fel. Játékvilága jóval nagyobb, mint az elődeié, és a különféle labirintusokba már rejtvények is kerültek, melyek megfejtése a küldetés megoldásának kulcsa.
Fejlesztője, Richard Garriott is az egyik legjobbnak gondolja az egész szériából ezt az epizódot, de a kritika is nagyon jól fogadta, a minden idők legjobb játékainak listáján előkelő helyeken szerepel. Folytatása, az Ultima V: Warriors of Destiny 1988-ban érkezett.

## Cselekmény
Talán az egyik első olyan játék volt, amelynek a célja nem az volt, hogy végezzen a főhős az aktuális főgonosszal. Helyette a főszereplő erkölcsi jellemfejlődése került a fókuszba.
Miután az előző trilógia végén minden ellenséggel végeztek, Sosaria földje radikális átalakuláson ment keresztül. A föld háromnegyede eltűnt, hegyek emelkedtek fel és tengerek jöttek létre, és új városok épültek az elveszettek helyén. Lord British egyesítette uralma alatt az egész földet, amelyet immár Britanniának hívnak. Lord British úgy érezte, hogy eltűnt az emberek életéből a magasabb cél, miután megszűnt a fenyegetés, és aggódott miattuk, hogy hogyan fognak helytállni az új béke korában. Ezért megszervezte az Avatár küldetését: olyasvalakit keresett, aki előlép, és példaként szolgálhat mindenki számára.
Más szerepjátékokkal ellentétben ez a világ nem a sötét középkorban ragadt, hanem inkább a reneszánsz Itáliára, vagy Artúr király udvarára emlékeztet. A játék célja, hogy karakterünk folyamatosan fejlődjön az erények terén, hogy legyen Britannia népének spirituális vezetője. Kalandjai során a főhős megismerkedik a nyolc erénnyel, és azok megértése után elsajátítja azokat. Miután erre sor került és megszerezte a szükséges varázstárgyakat, alászáll a Stygian Abyss nevű labirintusba, hogy megtalálja a Végső Bölcsesség Kódexét, és ezzel ő lehessen az Avatár.
A játékos tettei lehetővé teszik, hogy elveszítsen már megszerzett erényeket, közülük is az igazságot, a szeretetet, a bátorságot és a végtelen nagy alapigazságát - ezzel messzebb kerülve a játék befejezésétől. Ugyan az avatárság nem korlátozódik kizárólag egy személyre, a későbbi játékokban az Avatár néven ismert személy marad az egyetlen ismert, és idővel létezése mítosszá alakul.

## Játékmenet
A program indításakor ahelyett, hogy különféle pontokat osztanánk el egyes tulajdonságainkra, egy jövendőmondó cigányasszony tesz fel nekünk kérdéseket erkölcsi dilemmák témakörében. Ezek közül végső soron nincs jó válasz, hanem az adott válaszok összessége alapján állapítja meg a játék, hogy a főhős melyik erényhez áll közelebb. Az együttérző karakterekből bárd lehet, a becsületesekből paladin, az áldozatkészekből vándor, és így tovább. Ebben a játékban már kizárólag ember karaktert választhatunk, eltűntek a korábbi fajok.
Bár minden foglalkozás megtestesít egy erényt, ahhoz, hogy a játékos Avatár lehessen, mind a nyolcat el kell sajátítania. Az erények befolyásolják azt is, hogy a nem játékos karakterek hogyan kommunikálnak hősünkkel. Megszerzésükhöz végre kell hajtanunk valamilyen tettet vagy meditálnunk kell a szentélyekben. Mindegyik erényhez tartozik egy megfelelő szentély valahol Britanniában, belépni azokba azonban csak a megfelelő rúna birtokában lehet. Meditáció és a megfelelő erényhez kapcsolódó mantra háromszori pontos elismétlése után megszerezzük az adott erényt. Lord British látója, Hawkwind tud mutatni nekünk egy átfogó képet arról, hol tartunk épp és hogy mit érdemes tennünk. Alkalmasint le is szidhatja a játékost, amiért letévedt az avatárrá válás útjáról. Az áldozatkészség fejleszthető például úgy, ha alamizsnát adunk a szegényeknek, a bátorság pedig azzal, ha sose menekülünk el a csaták elől. Az értékeket lehet csökkenteni is, például ha egy beszélgetés során egy hencegő opciót választunk, az csökkenti az alázatot. Ugyan a legtöbb cselekedetnek csak csekély és nem sokáig tartó jelentősége van ezen a téren, bizonyosaknak azonnali és pusztító hatása is lehet, ha nem vigyázunk.
Technikailag nagyon hasonlít a játék az Ultima III-ra, csak annál fejlettebb. Az első játék volt a sorozatban, amely dinamikus párbeszédeket használt, és több küldetést is eköré épített. Megjelentek a labirintusokban olyan helyiségek is, amelyek kifejezetten harcra lettek készítve. A program nyílt világú, bármilyen sorrendben teljesíthetőek a küldetések, és nincs köztük olyan, amiben egy tárgyat kell egyik helyről a másikra elvinni. Bár körökre osztott játék, az idő ugyanúgy telik közben, ami azért fontos, mert bizonyos dolgokat csak bizonyos időpontokban tehetünk meg.
Britannia világa ebben a játékban került teljes egészében bemutatásra, és a későbbiek során már nem sokat változott ehhez képest. Bejárhatjuk gyalog, lóháton, csónakban, sőt még repülve is.

### Az erények

Az Ultima erényrendszerének áttekintése

Az Avatár feladata a nyolc erény elsajátítása. Ezek kapcsolatban állnak három princípiummal: az igazsággal, a szeretettel és a bátorsággal, és a játék egy sajátos rendszerben kezeli őket.
1. Őszinteség (igazság): amikor vak kereskedőktől vásárolunk, a játékosnak be kell írnia azt az összeget, amit fizet az áruért. Ha kevesebbet fizetünk, mint amennyit az árus kér, az őszintétlenségnek minősül. Ugyanígy ha lopunk valahonnét, arra is kihatással van. Az ő megtestesítője Mariah, a mágus.
2. Együttérzés (szeretet): őt Iolo, a bárd személyesíti meg, és azzal van összefüggésben, ha a koldusoknak alamizsnát osztunk.
3. Hősiesség (bátorság): azzal nyerhetjük el, ha a csatában legyőzzük az ellenfeleket és sose futamodunk meg. Ha mégis menekülnünk kell, akkor nekünk kell lenni az utolsónak. Ennek a megtestesítője Geoffrey, a harcos.
4. Igazságosság (igazság és szeretet): Britanniának nem minden élőlénye eredendően gonosz, és lehetőség szerint el kell kerülnünk az összecsapást velük. A nyolc erény közül ez az, ahol a leginkább felmerülhetnek erkölcsi kérdések. Jaana, a druida testesíti meg.
5. Áldozatkészség (szeretet és bátorság): a játékos adományozhat vért vagy életerőt a sajátjából, de azzal is növelhetjük, ha segítünk azoknak, akik elmenekülnek a csatából, hősiességünk árán. Julia, a vándor testesíti meg.
6. Dicsőség (igazság és bátorság): szent tárgyak megtalálásával és labirintusok bejárásával fejleszthetjük. Dupre, a paladin testesíti meg.
7. Spiritualitás (szeretet, igazság és bátorság): meditálással, a látóval való konzultálással, és már erényekben való megvilágosodással szerezhetjük meg. Shamino, a kósza testesíti meg.
8. Alázat (egyik sem, mert ez minden erény alapja): beszélgetések során fejleszthetjük, de ronthatjuk is le. Katrina, a pásztor a megtestesítője.

## Fejlesztés és fogadtatás
Richard Garriott állítása szerint a korábbi játékaival kapcsolatosan csak korlátozottan kapott visszajelzéseket, mert se a California Pacific Computer, se a Sierra On-Line nem küldött neki leveleket. Az Ultima III befejezése után aztán Garriott - aki gyerekként maga is keresztény vasárnapi iskolába járt - azzal szembesült, hogy a játékosok erkölcstelen cselekedetei és a felesleges gyilkolás biztosította előnyök sok rajongónak (és azok szüleinek) nem tetszettek. Szeretett volna egy jó történetet is írni, főleg azért is, mert az akkoriban megjelent játékok túlnyomó többsége nem terjedt túl az "öld meg a főgonoszt" toposzán. A cél az volt, hogy a játékos beleélje magát a történetbe, és felelősnek érezze magát a tetteiért. Bizonyos esetekben lehetett kevésbé erkölcsös tettekkel előnyöket szerezni, de ezek csak rövid távúak voltak, hosszabb távon pedig hátránnyal jártak. Olyan erkölcsi kérdéseket is felvetett, mint például az egyik küldetés során, ahol látszólag gyerekeket kellett volna gyilkolni, akik azonban önmagukat álcázó szörnyetegek voltak.
A játék alapkoncepciója egy dokumentumfilmből ered, amit Garriott látott a tévében a vallásokról, és szóba kerültek benne a Holt-tengeri tekercsek és hindu templomok is. Az erényeket a hindu mitológia avatárjai után hozta létre. A fejlesztés közel két évig tartott, és hogy a karácsonyi időszakra a boltokba kerülhessen, a tesztelést kicsit összecsapták. Egyedül Garriott volt képes a kiadás előtt végigvinni a játékot.
Mivel maga Garriott is még mindig egy Apple II-t használt, ezért az egész játékot ezen írta meg és innen került átportolásra máshová. Technikailag is egyszerűbb volt, mint Commodore 64-ről vagy az Atari 8 bites gépeiről fordítva megcsinálni ugyanezt. Technikai korlátok miatt a labirintusokban továbbra sem lehetett menteni.
Az Avatár erényes útját egy ankh jelképezte, amit a Logan futása című filmből vett át. 
Az eredeti tervek szerint készült volna egy "Ultima IV: Part 2" is az ötödik rész előtt, de ez végül nem készült el.

## Verziók

### Apple II
Az előző Ultima-epizódokhoz hasonlóan Garriott maga írta a kód java részét, viszont mivel maga a játék egyre komplexebbé vált, segítséget kellett kérnie a zene és a lemezműveletek kapcsán. Ehhez a játékhoz már szükség volt egy legalább 64 kilobájtos Apple II-re, praktikusan Apple IIe-re vagy Apple IIc-re, de Apple II Plus-on is futtatható volt egy bővítőkártyával (Garriott maga is ezt tette). A játék támogatta a Mockingboard hangkártyát, így elérhető volt a háromcsatornás hang. Mivel most már a játék egy helyett kétlemezes volt, a gyorsabb lemezkezelés is fontos volt.
Két karakter esetében egyszerűen elfelejtették megírni egyes mondataikat, ráadásul egyikük pont az volt, aki a játék sikeres befejezéséhez adta meg a keresett kifejezést. A játékosonak így vagy tippelniük kellett, vagy máshonnan kellett megtudniuk a helyes választ. Ezt a bugot az Ultima V-ben meg is örökítették, amikor ugyanaz a karakter szabadkozik a játékosnak emiatt.

### Commodore 64
Ez a változat végre kiaknázta a gép képességeit, nem csak egy egyszerű port volt. Két 1541-es lemezen érkezett, és az első, program feliratú lemez másolásvédett volt, a második lemez azonban nem, és erősen ajánlotta a program is a biztonsági másolat készítését róla. Két lemezmeghajtó használata esetén az utóbbit kellett a másodikba helyezni, és a program arra mentett. A C64 változat egyetlen komoly hiányossága a gyorsbetöltés hiánya volt, amivel jelentősen lassabb volt, mint az Apple II-verzió.

### Atari 8 bites gépek
Ez volt az utolsó játék a sorozatban, amit erre a gépcsaládra is kiadtak. Helyhiány miatt a zene teljesen kimaradt belőle, és 4 lemezen érkezett (900 kilobájtos Atari 810 lemez)

### IBM PC
Két évvel később érkezett, mint az eredeti változat, a technika fejlődését is szem előtt tartva. EGA és Tandy grafikát is támogatott, valamint a merevlemezre mentés lehetőségét. Zene ebben sem volt.

### Amiga és Atari ST
Mindkettő későn jelent meg: Atari ST-re 1987-ben, Amigára 1988-ban. Szinte teljesen megegyeztek a PC-s porttal és nem használták ki a gépek különleges képességeit. Az Amiga verzió is csak 16 színű volt, pedig a gép 64 színt is tudott. Az Atari ST esetében, mivel adott volt a MIDI-lejátszás, megfelelő hardverrel volt hozzá zene is. Mindkét gép esetében teljeskörű egértámogatás volt és ablakos üzemmódban futottak.

### NES
A sorszám nélküli NES-port 1990-ben érkezett. Ez nagyon eltér a többi változattól: teljesen más a grafika, a zene, és sokkal kevesebb a párbeszéd-lehetőség. Ráadásul egyszerre nem is lehet a csapatunk tagja mind a hét felvehető csapattárs, hanem legfeljebb csak négy, és őket Castle Britannia egyik szállásán cserélgethettük. A harc opcionálisan lehetett automatizált, a varázslást pedig leegyszerűsítették. Kivettek néhány feladványt is, Julia helyett pedig Juliusnak hívják az egyik karaktert. Mindezekre hardveres korlátok miatt volt szükség.

### Sega Master System
Az egyetlen Ultima epizód, amely Sega platformra is megjelent, 1990-ben. Ez is új grafikát kapott, de a NES-verzióval ellentétben sokkal jobban hasonlított az eredetire, és megtartotta az eredeti zenéket is. A labirintusok is felülnézetesek lettek, bár maga a hardver tudta volna az első személyű nézetet is. 

### Modern kiadások
A játékot xu4 néven keresztplatformos fejlesztés keretében írták át szabadon licenszelhető grafikus motorra.
Ultima IV. Rebirth néven elkészült egy remake, a Neverwinter Nights grafikus motorjával, annak MOD-jaként. Egy Adobe Flash-verzió fejlesztését az Electronic Arts megakadályoztta 2011-ben. 2015-ben a Commodore 64-verzió forráskódjának a kikerülése után lett továbbfejlesztve rajongók által.
A játék ingyenesen letölthető a GOG-ról, az Electronic Arts pedig 2011-ben freeware játékká nyilvánította.

## Fordítás
- Ez a szócikk részben vagy egészben  az   Ultima IV: Quest of the Avatar című angol Wikipédia-szócikk ezen változatának fordításán alapul.  Az eredeti cikk szerkesztőit annak laptörténete sorolja fel. Ez a jelzés csupán a megfogalmazás eredetét és a szerzői jogokat jelzi, nem szolgál a cikkben szereplő információk forrásmegjelöléseként.